# ConceptDraw Office
ConceptDraw OFFICE – пакет приложений для бизнес-продуктивности, разработанный компанией CS Odessa для операционных систем Windows и macOS.
Пакет ConceptDraw OFFICE включает в себя инструменты для создания и обработки интеллект-карт (mind map), программное обеспечение для управления проектами, и графический редактор
для создания бизнес–графики.
Приложения в составе ConceptDraw OFFICE  поддерживают авторскую технологию InGyre, реализующую взаимодействие форматов приложений.

Совместимость форматов приложений - компонентов ConceptDraw OFFICE позволяет представить данные, содержащиеся в одном файле в форматах карт памяти, диаграмм Гантта или графическом формате . При этом изменения в данных, сделанные в одном из приложений сохраняются и применяются при обработке файла другими приложениями.

## Состав ConceptDraw OFFICE
ConceptDraw MINDMAP — приложение для создания карт ума, организации мозгового штурма и представления информации в виде презентаций. Доступен под Windows и macOS.
ConceptDraw PROJECT — инструмент для планирования проектов и проектного управления. Доступен под Windows и macOS.
ConceptDraw DIAGRAM  — графический пакет для создания векторной бизнес – графики: схем, блок-схем и диаграмм. Доступен под Windows и macOS.
ConceptDraw Solutions — представляет собой онлайн-коллекцию, библиотек графических элементов, шаблонов, примеров готовых документов, а также плагинов, предназначенных для применения приложений-компонентов ConceptDraw Office при решении профессиональных задач в проектном менеджменте, моделировании бизнес-процессов, разработке компьютерных сетей, баз данных и других областях.

## Версии ConceptDraw Office
| Название и номер версии | Состав                                                                  | Дата выпуска         | Поддержка                                                                       |
| ----------------------- | ----------------------------------------------------------------------- | -------------------- | ------------------------------------------------------------------------------- |
| ConceptDraw Office 1.x  | ConceptDraw MINDMAP 6.x ConceptDraw PROJECT 5.x ConceptDraw PRO 8.x     | 17 июня 2008         | Поддержка прекращена в декабре 2010 года                                        |
| ConceptDraw Office 2.x  | ConceptDraw MINDMAP 7.x ConceptDraw PROJECT 6.x ConceptDraw PRO 9.x     | 14 декабря, 2010     | Не поддерживается с 14 ноября 2014 года. Доступно обновление до текущей версии  |
| ConceptDraw Office 3.x  | ConceptDraw PRO 10 ConceptDraw MINDMAP v8 ConceptDraw PROJECT v7        | 14 ноября 2014 года  | Не поддерживается с 17 января 2017 года. Доступно обновление до текущей версии  |
| ConceptDraw Office v4   | ConceptDraw PRO 11 ConceptDraw MINDMAP v9 ConceptDraw PROJECT v8        | 17 января 2017 года  | Не поддерживается с 21 августа 2018 года. Доступно обновление до текущей версии |
| ConceptDraw OFFICE v5   | ConceptDraw DIAGRAM v12 ConceptDraw MINDMAP v10 ConceptDraw PROJECT v9  | 21 августа 2018 года | Не поддерживается с 8 октября 2019 года. Доступно обновление до текущей версии  |
| ConceptDraw OFFICE v6   | ConceptDraw DIAGRAM v13 ConceptDraw MINDMAP v11 ConceptDraw PROJECT v10 | 8 октября 2019 года  | Не поддерживается с 7 октября 2020 года. Доступно обновление до текущей версии  |
| ConceptDraw OFFICE v7   | ConceptDraw DIAGRAM v14 ConceptDraw MINDMAP v12 ConceptDraw PROJECT v11 | 7 октября 2020 года  | Не поддерживается с 16 ноября 2021 года. Доступно обновление до текущей версии  |
| ConceptDraw OFFICE v8   | ConceptDraw DIAGRAM v15 ConceptDraw MINDMAP v13 ConceptDraw PROJECT v12 | 16 ноября 2021 года  | Не поддерживается с 20 октября 2022 года. Доступно обновление до текущей версии |
| ConceptDraw OFFICE v9   | ConceptDraw DIAGRAM v16 ConceptDraw MINDMAP v14 ConceptDraw PROJECT v13 | 20 октября 2022 года | Не поддерживается с 24 октября 2023 года. Доступно обновление до текущей версии |
| ConceptDraw OFFICE 10   | ConceptDraw DIAGRAM 17 ConceptDraw MINDMAP 15 ConceptDraw PROJECT 14    | 24 октября 2023 года | Текущая версия                                                                  |

## Лицензирование
ConceptDraw Office использует облачную модель лицензирования. Это означает, что приобретенная лицензия хранится на сервере вместе с регистрационными данными пользователя. Таким образом, пользователь имеет право использовать свою лицензию на различных персональных компьютерах, и под любой из поддерживаемых операционных систем: Windows и macOS.